# Centre d'Esports Arenys de Munt
Maillots
Dernière mise à jour : 4 avril 2019.
Le Centre d'Esports Arenys de Munt (CE Arenys de Munt) est un club de rink hockey fondé en 1960 et situé à Arenys de Munt dans le Maresme en Catalogne. Il évolue actuellement en OK Liga Plata, la deuxième division du championnat d'Espagne de rink hockey.